# Leonhard Euler
Leonhard Paul Euler (německá výslovnost: IPA: [ˈleːɔnhaʁt ˈɔɪ̯lɐ],  poslech; 15. dubna 1707 Basilej, Švýcarsko – 18. září 1783 Petrohrad, Rusko) byl průkopnický švýcarský matematik a fyzik. Je považován za nejlepšího matematika 18. století a za jednoho z nejlepších matematiků vůbec. Byl také velmi plodným autorem knih: jeho sebrané spisy čítají 60–80 svazků. Eulerův vliv na matematiku vyjadřuje výrok připisovaný Pierru Simonu de Laplaceovi: „Čtěte Eulera, čtěte Eulera, je to učitel nás všech.“
Euler provedl mnoho objevů na poli diferenciálního počtu a teorie grafů. Zavedl také spoustu nových moderních matematických pojmů a symbolů, obzvlášť v matematické analýze. Je také proslulý svými pracemi v mechanice, optice a astronomii.
Eulerův portrét se objevil na desetifranku šesté série švýcarské bankovky a na švýcarských, ruských a německých poštovních známkách. Na jeho počest byl po něm pojmenován asteroid 2002 Euler, je po něm pojmenován rovněž měsíční kráter Euler. 24. května je připomínán v luteránském kalendáři svatých.

## Životopis

### Mládí

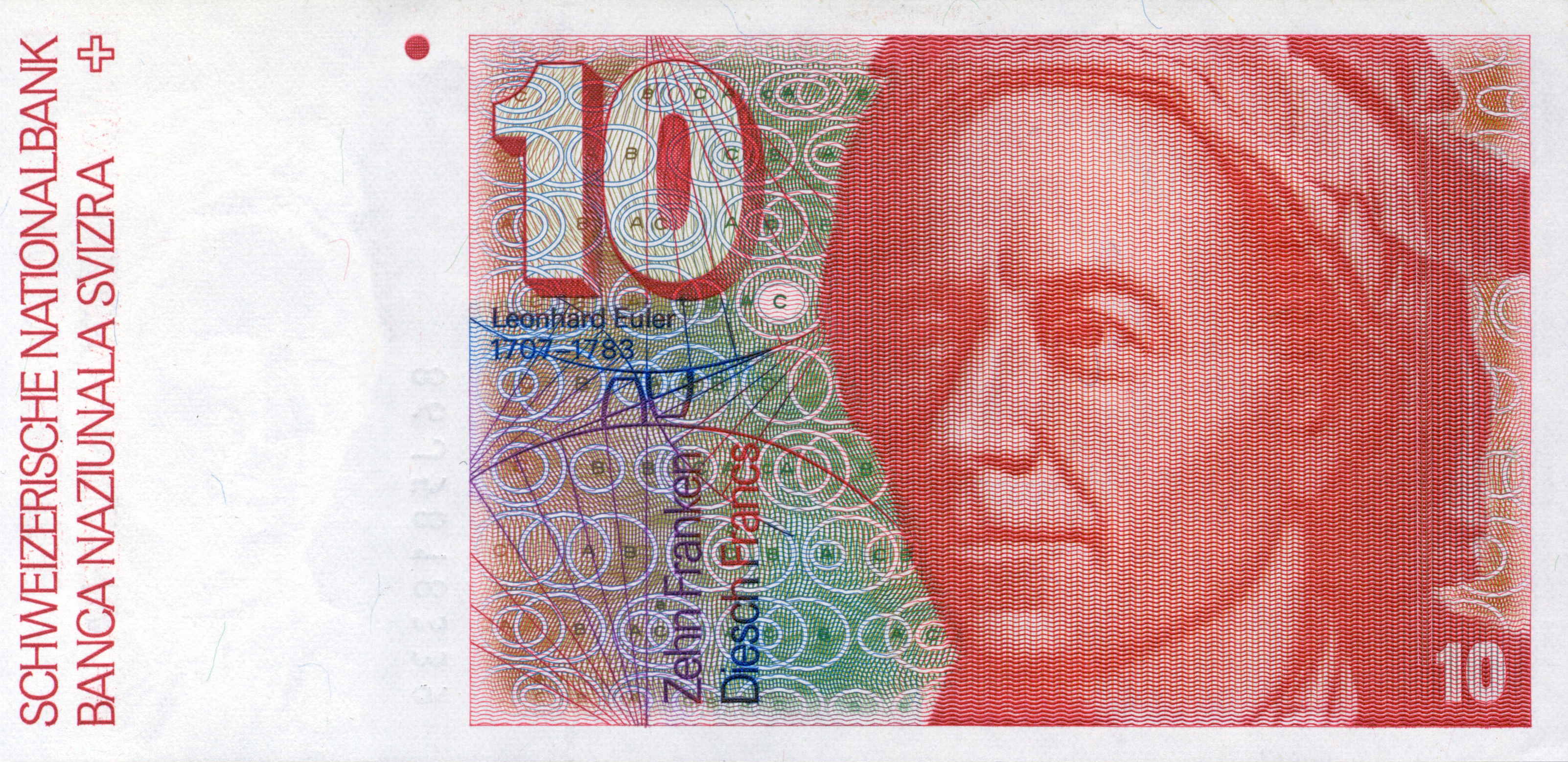
Stará švýcarská desetifranková bankovka zobrazující Eulera, nejslavnějšího švýcarského matematika

Euler se narodil v roce 1707 ve švýcarské Basileji Paulu Eulerovi, pastorovi reformované církve a Margueritě Bruckerové. Měl dvě mladší sestry, Annu Marii a Marii Magdalenu. Krátce po Leonhardově narození se rodina přestěhovala z Basileje do Riehenu. Již od dětství vynikal v matematice. Mladého Eulera významně ovlivnil přítel jeho otce, Johann Bernoulli, který byl považován za předního evropského matematika. V roce 1720 vstoupil Euler na Basilejskou univerzitu. V té době dostával od Bernoulliho, který velice rychle objevil talent svého žáka, sobotní lekce. Euler si nejprve zapsal teologické předměty, řečtinu, latinu a hebrejštinu, ale díky své fenomenální paměti dokázal navíc studovat i fyziku, astronomii, medicínu a matematiku. V roce 1726 složil Euler doktorské zkoušky prací na téma rychlosti zvuku. Roku 1727 se poprvé účastnil každoroční soutěže francouzské akademie věd; ten rok měl za úkol najít nejlepší způsob umístění stěžně na loď. Vyhrál druhé místo hned za Pierrem Bouguerem, který je znám jako otec moderní architektury lodí. Ve své pozdější kariéře vyhrál Euler tuto každoroční soutěž dvanáctkrát.

### Petrohrad
V té době pracovali dva Bernoulliho synové, Daniel a Nicolas, na ruské akademii věd v Petrohradě. V červenci 1726, po roce stráveném v Rusku Nicolas zemřel na zánět slepého střeva, a když Daniel převzal jeho pozici na matematicko-fyzikální katedře, doporučil Eulera na post fyziologa. V listopadu 1726 Euler nabídku přijal, ale zpozdil se kvůli neúspěšné žádosti o místo profesora fyziky na universitě v Basileji.

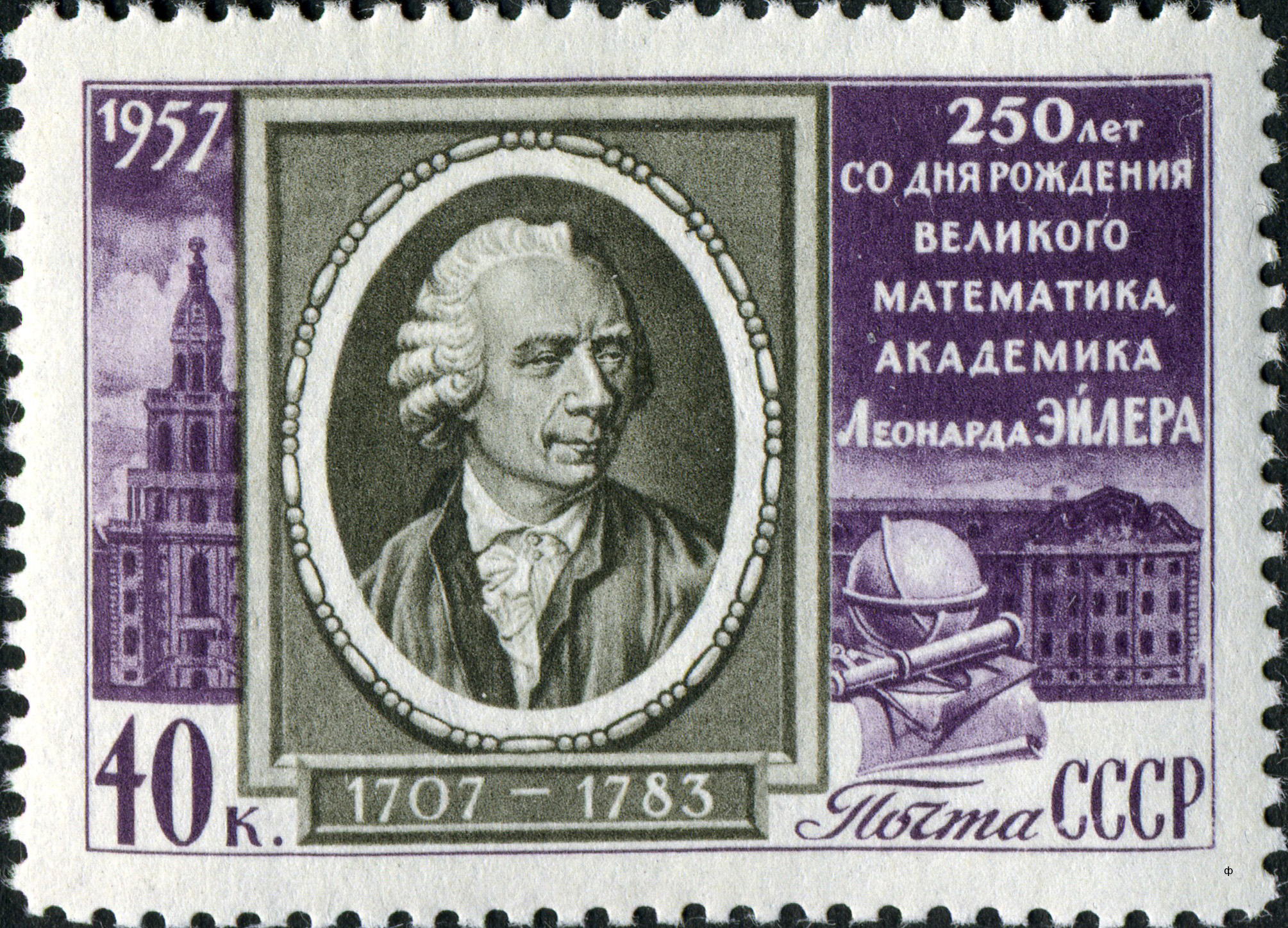
Poštovní známka Sovětského svazu z roku 1957. Text říká: "250 let od narození velkého matematika, akademika Leonharda Eulera"

Poté, co 17. května 1727 přijel Euler do Petrohradu, byl povýšen ze svého nižšího postu na lékařské katedře na akademii do vyšší pozice na katedře matematiky, kde úzce spolupracoval s Danielem Bernoullim. Euler se rychle naučil rusky a zapadl do života v Petrohradě. Občas si také přivydělával jako zdravotník u ruského námořnictva.
Universita v Petrohradě byla založena Petrem Velikým, aby pozvedla vzdělanost v Rusku a přiblížila ho zemím západní Evropy. Akademie byla štědře financována a měla k dispozici obsáhlou knihovnu. Protože bylo na akademii zapsáno velmi malé množství studentů, výdaje na vyučování byly nízké. Akademie naproti tomu investovala do výzkumu a poskytovala jak čas, tak svobodu pro bádání o vědeckých otázkách, což přitahovalo zahraniční vědce jako byl Euler.
Mecenáška akademie, Kateřina I. Alexejevna, která pokračovala v progresivní vládě svého dřívějšího manžela, zemřela v den Eulerova příjezdu. Ruská šlechta tím získala moc nad vzestupem dvanáctiletého Petra II. Šlechta byla nedůvěřivá k zahraničním vědcům působícím na akademii, a tak snížila financování a působila další potíže Eulerovi a jeho kolegům.
Podmínky se po Petrově smrti mírně zlepšily a Euler změnil pozici na akademii a v roce 1731 se stal profesorem fyziky. O dva roky později Daniel Bernoulli, jenž byl otráven cenzurou a nepřátelstvím, kterému v Petrohradě čelil, odešel do Basileje. Euler ho nahradil v čele katedry matematiky.
7. ledna 1734 si vzal Katharinu Gsellovou, dceru malíře z akademického gymnázia. Mladý pár si koupil dům u řeky Něvy. Z jejich třinácti dětí jen pět přežilo dětství.

### Berlín
Znepokojen pokračujícími nepokoji v Rusku, opustil Euler 19. června 1741 Petrohrad. Dostal místo na berlínské akademii, které mu bylo nabídnuto Fridrichem II. Velikým. V Berlíně strávil 25 let a napsal zde přes 380 prací. Vydal zde dvě práce, které ho nejvíce proslavily: Introductio in analysin infinitorum, vydáno v roce 1748, a Institutiones calculi differentialis (1755) o diferenciálním počtu.
Euler byl požádán, aby vyučoval princeznu z Anhalt-Dessau, Fridrichovu neteř. Euler jí napsal přes 200 dopisů, které byly později vydány pod názvem Eulerovy dopisy na různá témata přirozené filosofie psané pro německou princeznu. Dopisy obsahovaly Eulerovo vysvětlení různých objektů ve fyzice a matematice. Nabízejí také cenný náhled na Eulerovu osobnost a jeho náboženské přesvědčení. Tato kniha byla čtena víc než jakákoli jiná jeho matematická práce a byla vydávaná v celé Evropě i ve Spojených státech. Popularita Dopisů dosvědčuje Eulerovu schopnost efektivně sdělit vědecké poznatky laické veřejnosti.
Nakonec však byl Euler navzdory svým velkým zásluhám o prestiž akademie nucen z Berlína odejít. Částečným důvodem byl spor s Fridrichem, který smýšlel o Eulerovi jako o obyčejném člověku, obzvláště v porovnání s okruhem francouzských filozofů, jako byl například Voltaire, které král na akademii přivedl. Euler, zbožný a pracovitý člověk, byl v mnoha ohledech přímým opakem Voltaira. Euler nebyl dobrý řečník, ale pouštěl se do diskuzí o problémech, o kterých mnoho nevěděl, a tak se stával častým cílem Voltairových vtipů. Fridrich také vyjádřil zklamání nad Eulerovými praktickými technickými schopnostmi:
„Chtěl jsem mít na zahradě vodotrysk: Euler vypočítal sílu kol nezbytnou k čerpání vody z nádrže, odkud měla být odváděna kanály a konečně tryskat v Sanssouci. Kolo bylo zkonstruováno s geometrickou přesností a nedokázalo pracovat na vzdálenost větší než padesát kroků od rezervoáru. Nicotná ješitnost! Nicotná geometrie!“

### Zhoršení zraku

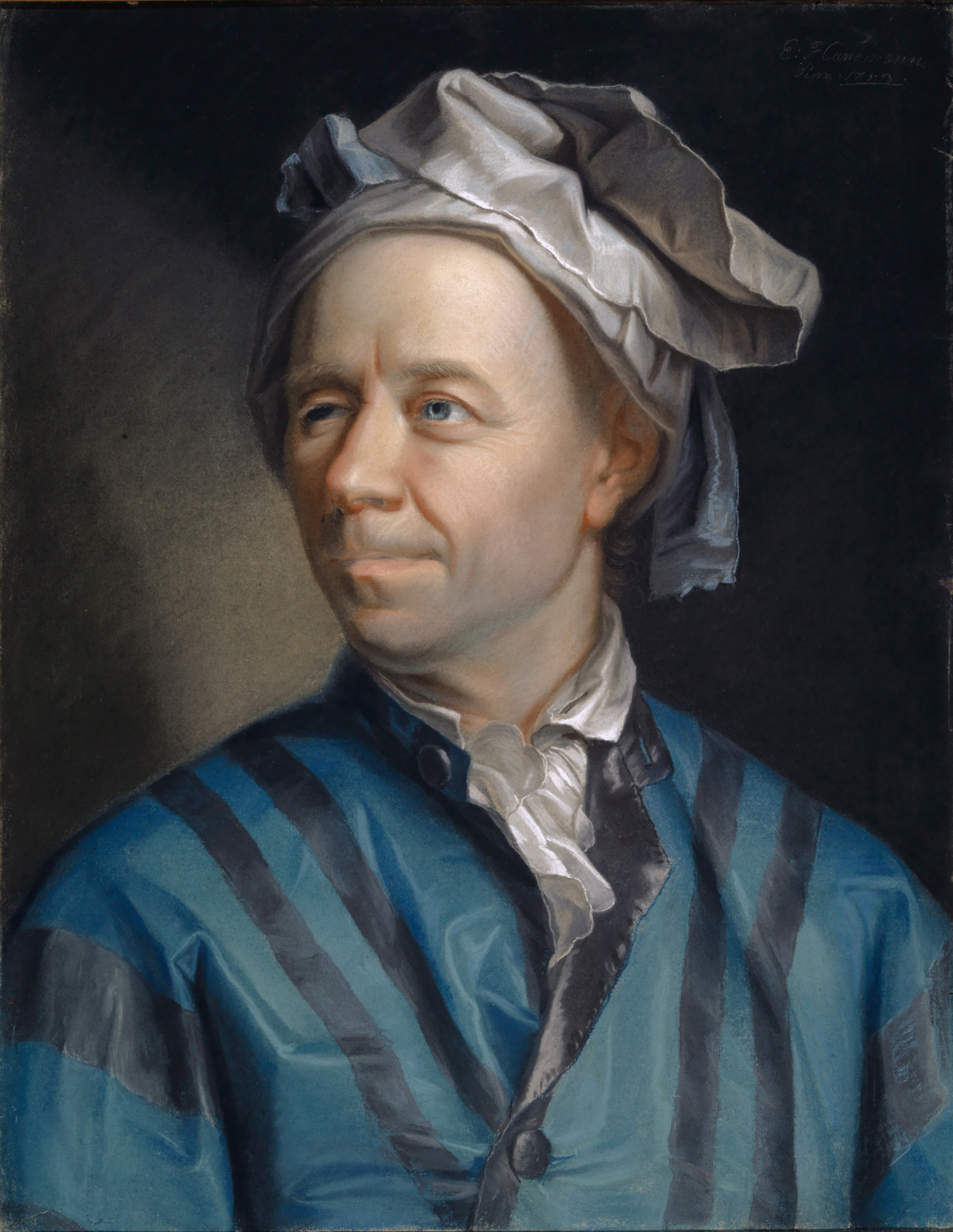
Portrét z roku 1753 od Emanuela Handmanna, na němž je patrná Eulerova vada zraku

Během kariéry se Eulerovi zhoršil zrak. Tři roky poté, co téměř zemřel na horečku, v roce 1735, oslepl téměř úplně na pravé oko. Euler svaloval vinu za špatný zrak na práci kartografa v Petrohradské akademii. Jeho stav se ale zhoršoval během pobytu v Německu natolik, že ho Fridrich nazýval kyklopem. Později mu byl navíc nalezen v levém oku šedý zákal, což ho téměř zcela oslepilo. Jeho slepota neměla ale téměř žádný vliv na jeho produktivitu, kompenzuje ji svými počtářskými schopnostmi a fotografickou pamětí. Prý dokázal bez zaváhání zopakovat celou Aeneidu od Vergilia, dokonce si pamatoval který řádek byl první a který poslední na každé stránce. V mnoha oborech se jeho výkonnost dokonce zvýšila. Díky svému písaři v roce 1775 produkoval Euler jeden matematický list týdně.

### Návrat do Ruska
Po nástupu Kateřiny Veliké se situace v Rusku opět prudce zlepšila, proto Euler přijal v roce 1766 nabídku k návratu na Petrohradskou akademii a strávil tam zbytek života. V roce 1771 postihla Eulera tragédie, požár ho stál dům a málem zaplatil i životem. V roce 1773 pak ztratil svoji manželku, se kterou byl 40 let. Tři roky po manželčině smrti se Euler oženil s její nevlastní sestrou a toto manželství trvalo až do jeho smrti.
18. září 1783 Euler zemřel na mozkovou mrtvici a byl pohřben se svojí ženou na Smolenském luteránském hřbitově na ostrově Děkabristů v Petrohradě. U příležitosti dvěstěpadesátého výročí narození v roce 1957 byly Eulerovy ostatky přeneseny na Lazarevský hřbitov, kde spočívají nedaleko pomníku M. V. Lomonosova.

## Dílo
Eulerovo dílo nemá zřejmě v matematice obdoby. Napsal 865 prací (z toho 473 v Petrohradu), od jednotlivých pojednání po rozsáhlé učebnice. Jeho díla se vyznačují přesným vyjadřováním a přehlednou symbolikou – dnešní způsob značení matematických pojmů je téměř stejný jako Eulerův. Eulerův význam snad nejlépe zhodnotil jiný velikán, Carl Friedrich Gauss: „Studium Eulerova díla zůstane nejlepší školou pro nejrůznější oblasti matematiky a nemůže je nic nahradit“. Nic na tom nemění ani skutečnost, že se ani Euler nevyhnul některým chybám plynoucím z nedostatečné vyjasněnosti matematických pojmů – např. pojem konvergence u nekonečných řad.
Je tradičně považován za zakladatele teorie grafů, neboť roku 1736 vyřešil úlohu, zda lze projít přes sedm mostů v Königsbergu - Královci (každý z nich právě jednou) a vrátit se do výchozího místa. To v moderní teorii odpovídá pojmu eulerovský graf.
Pochází od něj metoda variace konstant pro řešení diferenciálních rovnic (neprávem nazývaná Lagrangeova metoda), kterou použil již v roce 1740 při studiu přílivu a odlivu. Jako první použil pojem „imaginární číslo“ pro druhou odmocninu ze záporného čísla ve své knize Algebra z roku 1770. Zavedl dvojrozměrný integrál (1769). Od Eulera také pochází nyní používané označení f(x) pro funkci (1735). Díky jeho všeobecně uznávané autoritě se ustálila symbolika algebry a infinitezimálního počtu.
Euler se zabýval nejen teorií matematiky, ale i její aplikací ve fyzice, kartografii a dokonce např. i ve stavbě lodí. Položil základy mechaniky tuhých těles a hydrodynamiky (zformuloval např. diferenciální rovnice popisující pohyb ideální nevazké tekutiny).
Publikoval Eulerovu metodu numerického řešení obyčejných diferenciálních rovnic.